# Jang Thill

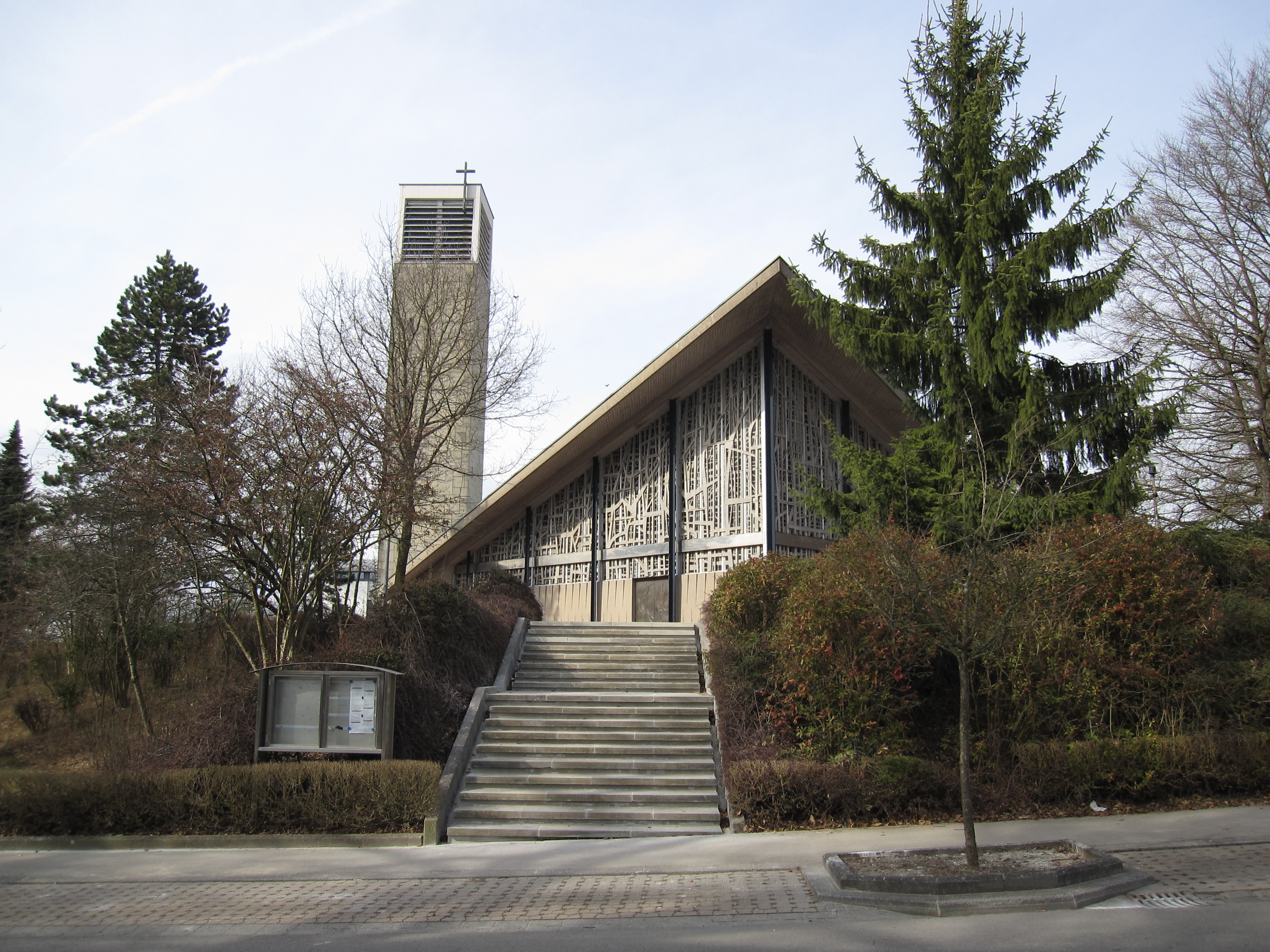
glas in beton (1972), Bridel

Jean (Jang) Thill (Beggen, 23 januari 1913 – Bridel, 26 november 1984) was een Luxemburgs kunstschilder en glazenier.

## Leven en werk
Jang Thill was een zoon van elektricien Nicolas Thill en Anna Thoma. Hij studeerde architectuur aan de École nationale supérieure des beaux-arts in Parijs en de kunstacademie van München en schilderen en beeldhouwkunst aan de Koninklijke Academie voor Schone Kunsten van Brussel.
Thill schilderde onder meer stadsgezichten en wandschilderingen en maakte glas-in-loodramen. Als schilder nam hij met landgenoten Jean Jacoby, Maria Jacoby en Wenzel Profant deel aan de kunstwedstrijden op de Olympische Zomerspelen 1936 in Berlijn. Hij trouwde in 1937 met Ghislaine Declercq. Thill liep stage als docent beeldende kunst aan de Gewerbeschule in Esch-sur-Alzette (1938). Hij kreeg een aanstelling als vakdocent aan de Ambachtsschool in Luxemburg-Stad, waar hij in mei 1945 atelierchef werd.
Hij was lid van de Cercle Artistique de Luxembourg (CAL). Bij zijn debuut als exposant op de herfstsalon van de CAL in 1938 noemde de recensent van het Escher Tageblatt Thill de openbaring van de tentoonstelling, "Dynamische kracht, pittige energie van een spiritueel en kleurrijk temperament ontvouwen zich in hem. Hij is wild en ongeduldig op de mars. In zijn werk strijden de kleuren tegen elkaar in een voortdurende, maar bijna aangename strijd. De oppervlakken die met elkaar worstelen zijn geladen met bijna atletische krachten en spanningen." De CAL was het jaar erop verantwoordelijk voor de aankleding van het Luxemburgs paviljoen op de New York World's Fair (1939) en schakelde Thill in om met Victor Jungblut en Théo Kerg een 80 vierkante meter grote voorstelling te schilderen van een geografische, toeristische en economische kaart van het Groothertogdom in reliëf.
Nationaalsocialisme
Tijdens de Tweede Wereldoorlog sloot hij zich aan bij de nationaalsocialisten. Hij gaf dialezingen over Duitse schilder- en beeldhouwkunst. In augustus 1941 won hij de eerste prijs met zijn aquarel Rote Erde in een door het Kulturverband Gau Moselland uitgeschreven motto met als thema 'Mensch am Werk'. Hij exposeerde in de oorlogsjaren onder meer met Jean-Pierre Calteux, Albert Kratzenberg en Josy Meyers in het Kaiser-Friedrich-Museum in Berlijn (1942) en had een solotentoonstelling in het Kunsthaus in Luxemburg-Stad (1943). In juni 1944 nam hij deel aan de tentoonstelling Escher Schaffende helfen den Krieg gewinnen.
Na de oorlog was het tot in de jaren 50 stil rond Thill. In 1955 behaalde hij een vierde plaats behaalde bij een afficheontwerpwedstrijd voor de Vijfjaarlijkse in Esch. Het jaar erop had hij weer een expositie, met Max Ersfeld, bij galerie Schram in Dudelange. Begin januari 1964 was Thill medeoprichter van de Association des Arts et des Métiers d'Art du Grand-Duché de Luxembourg, waarvan hij ook penningmeester werd. De vereniging richtte zich op kunstenaars die actief waren op het gebied van toegepaste kunst. In 1966 exposeerde Thill met andere leden van de vereniging tijdens de ambachtsmanifestatie Bij de tijd in de Jaarbeurs in Utrecht.
Jang Thill overleed in 1984, op 71-jarige leeftijd.

## Enkele werken
- 1938 Mineur, schilderij getoond op de Salon du CAL, aangekocht door de stad Esch-sur-Alzette.
- 1954 kruisweg voor de kerk in Sanem.
- 1963-1969 vijf ramen voor de kerk van Bertrange: boven het hoofdportaal (1963), twee bij het doksaal (1969) en twee in het koor (1969).
- 1968-1971 ontwerp altaarkruis (uitgevoerd door P. Ney) en glas-in-betonwanden met een vrije compositie aan de zuidzijde van de Christus-Verlosserkerk in Bridel. De wanden aan de noordkant werden ontworpen door Mett Hoffmann. De ramen werden uitgevoerd door Gustave Zanter en P. Kaschenbach.[11]

- Musée national d'archéologie, d'histoire et d'art: lkl006315